# 海南三强蟹
海南三强蟹（学名：Tritodynamia hainanensis）为大眼蟹科三强蟹属的动物，分布于海南岛等地，生活环境为海水，一般生活于潮间带沙滩上。
其种加词“hainanensis”意为“海南的”。